# Геджиге
Геджиге (кирг. Гежиге) — село в Алайском районе Ошской области Кыргызстана. Входит в состав Уч-Дебенского айылного аймака.

## География
Село расположено в южной части области, в высокогорной зоне, на правом берегу реки Гульча, на расстоянии приблизительно 46 километров (по прямой) к югу от села Гульча, административного центра района. Абсолютная высота — 2397 метров над уровнем моря.

## Население
Согласно оценочным данным Национального статистического комитета Кыргызской Республики, численность населения села на начало 2023 года составляла 131 человек.
| год     | 2009 | 2014 | 2015 | 2020 | 2021 | 2023 |
| ------- | ---- | ---- | ---- | ---- | ---- | ---- |
| человек | 218  | 61   | 91   | 127  | 129  | 131  |